# Passeig de la Font Nova (Camprodon)
El passeig de la Font Nova és un passeig de Camprodon (Ripollès) inclòs a l'Inventari del Patrimoni Arquitectònic de Catalunya.
És una obra del final del segle xix i el seu traçat va des de l'antic Casal fins a la Font Nova. En aquest passeig predominen essencialment els castanyers d'Índies. Per una banda, està flanquejat pel costat esquerre del riu Ritort i a l'altra per tres importants edificis inventariats: el Casal, Can Torrent i Ca n'Oliveda. La Font Nova que es troba al final del passeig és obra de l'arquitecte Josep Alemany.

## Descripció
Presenta una secció transversal dividida en tres parts quasi iguals, amb una amplada de 5,70 metres cadascuna. La que limita amb les edificacions s'utilitza per al pas dels cotxes. La central és destinada a passeig de vianants i presenta uns perfils metàl·lics en forma de pèrgola que fan de suport per a la il·luminació del passeig. La part més propera a la font és més ampla i conserva restes de bosc de ribera. L'arbrat és format de manera proporcional per tells de fulla gran, castanyers d'Índies i falsos plàtans. A la rotllana de la font hi ha principalment plàtans. Una certa longitud de la riba és protegida per un dic. El passeig disposa d'uns bancs de pedra datats el 1901, disposats a cada banda del passeig central.
A la part alta del passeig, tocant a la carretera de Molló, hi ha la Font Nova i un monument al Doctor Robert. El primer monument se l'endugué l'aiguat de 1940; l'actual és de Josep Alemany Barris i incorpora la placa original de bronze feta per l'escultor Claret. L'actual font i el monument es van construir una mica més propers al poble a fi de deixar espai per a la carretera de circumval·lació en direcció a Molló. La font és formada per un espai circular amb un mur perimetral que serveix de banc. El monument al Doctor Robert és una columna que vessa aigua i deixa créixer molsa sobre la seva superfície.
El 1880 s'hi van construir les primeres cases d'estiueig.

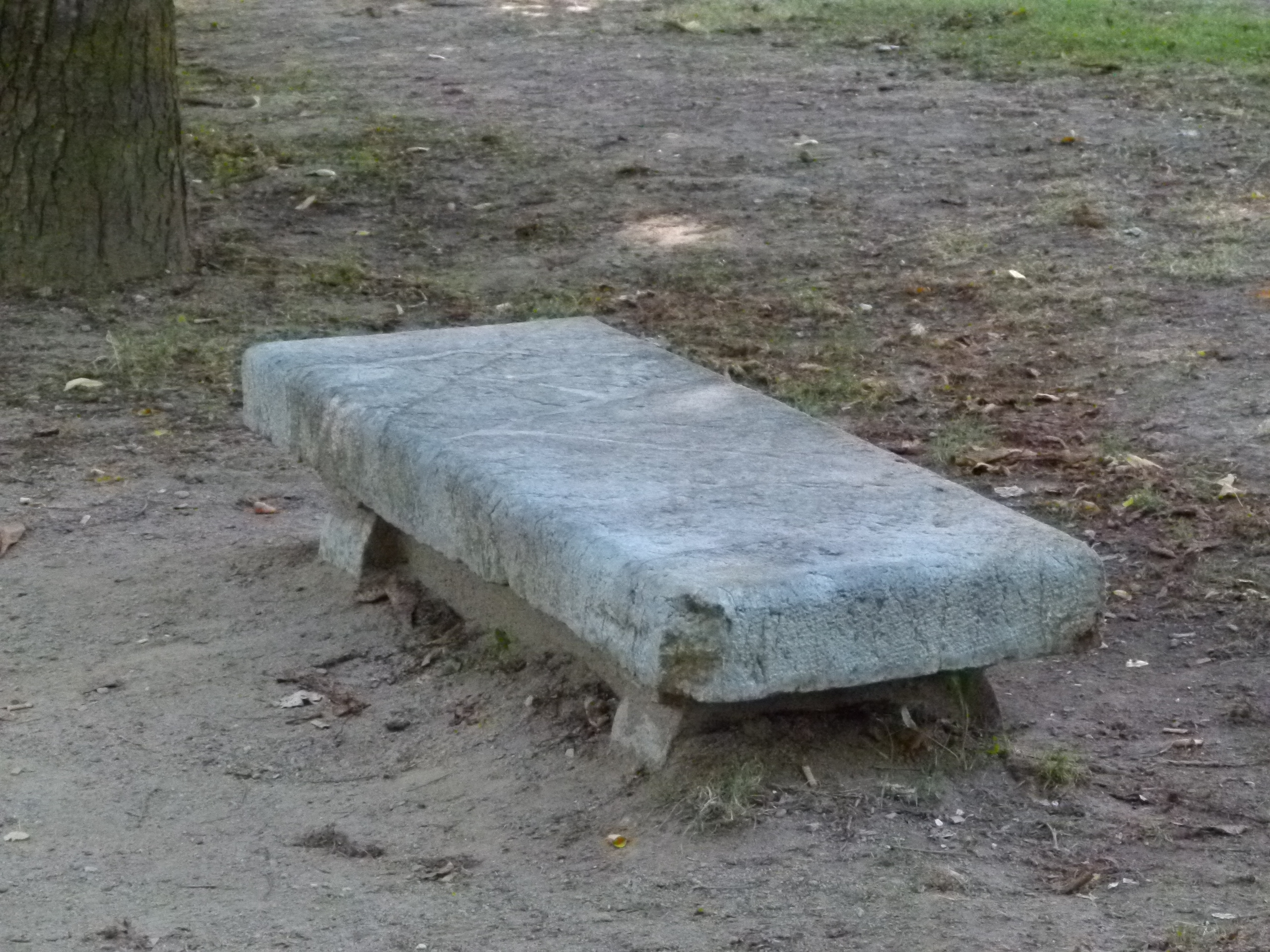
Banc de pedra de 1901
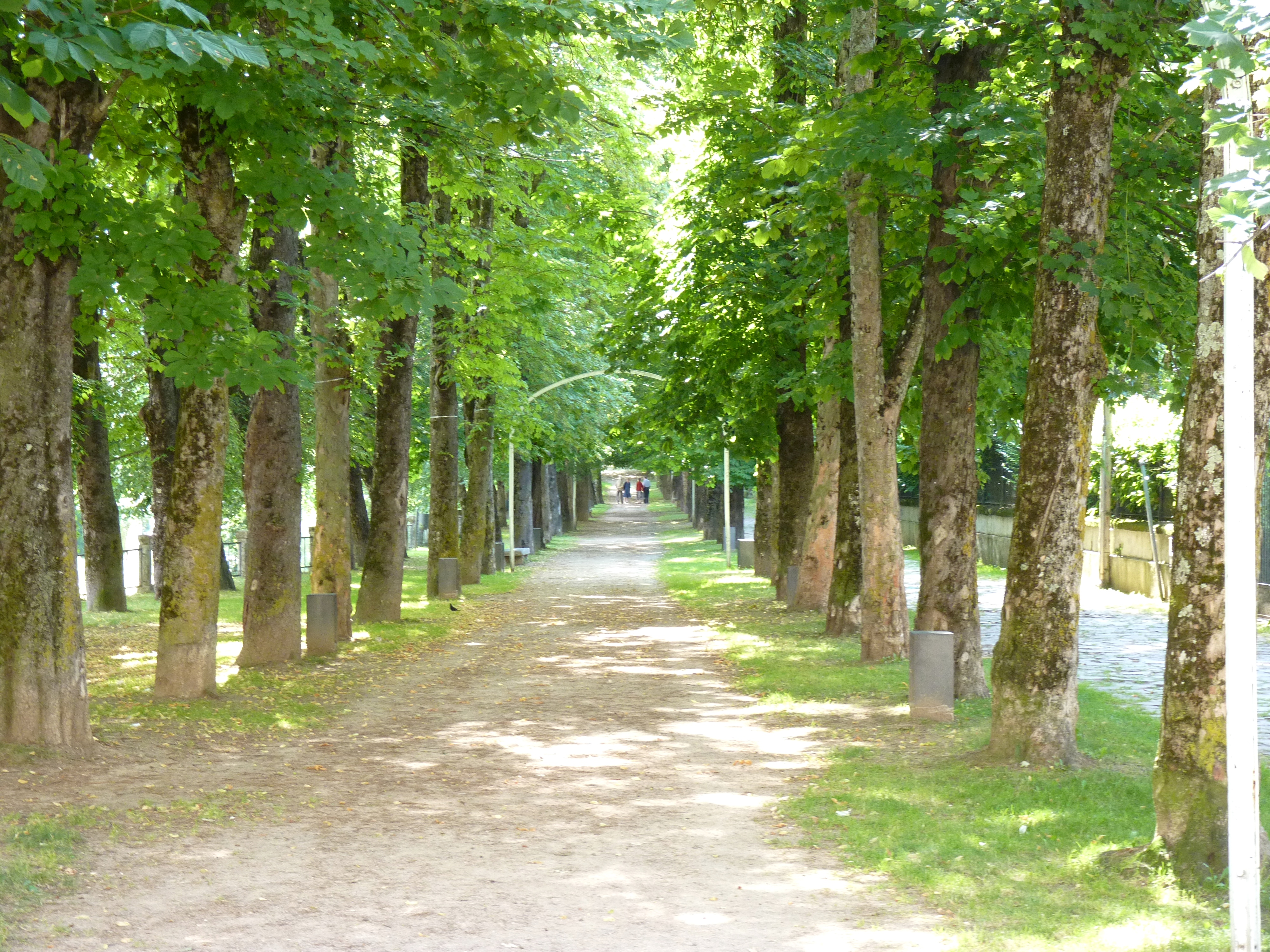
Avinguda central
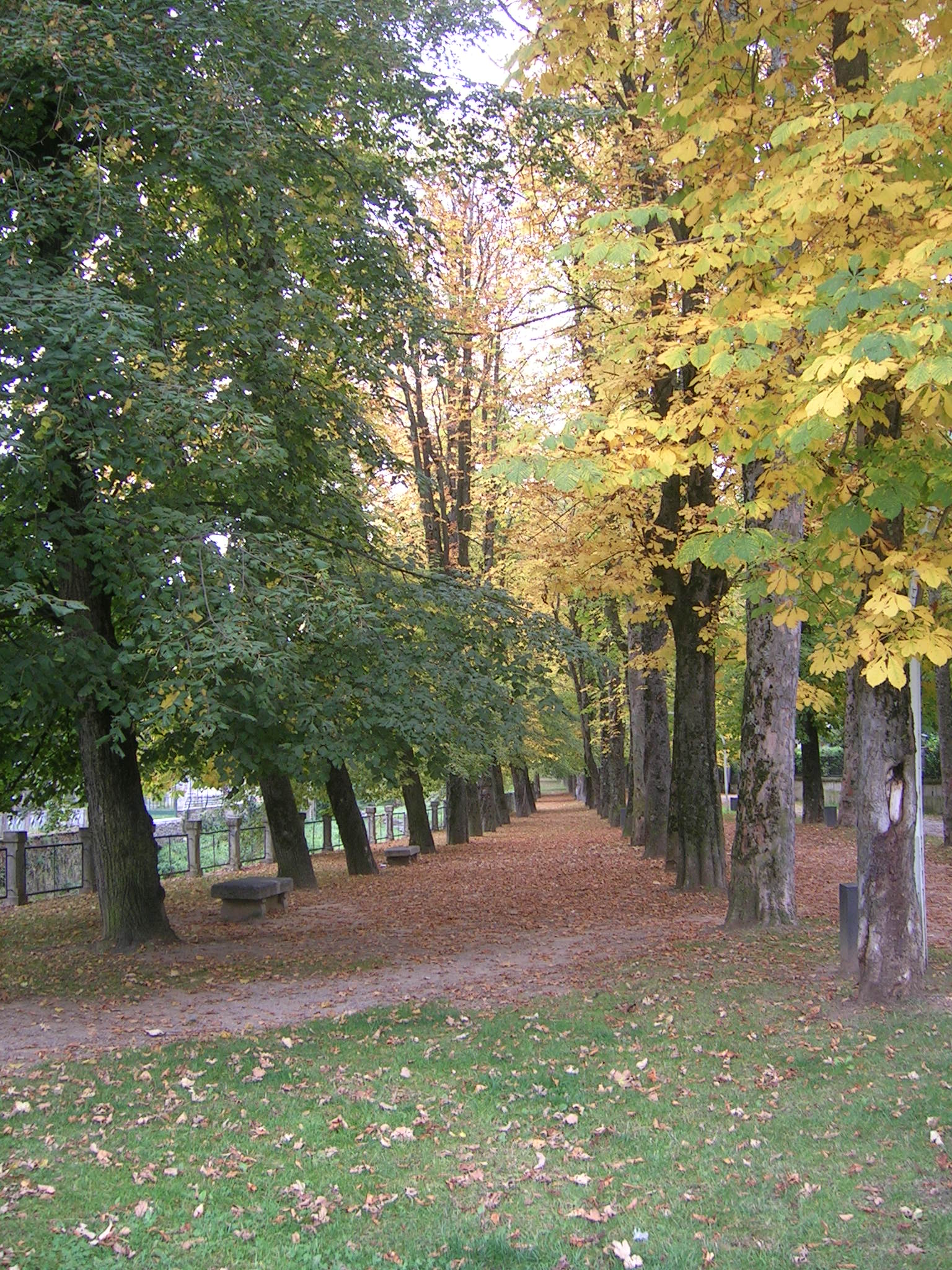
Lateral del passeig
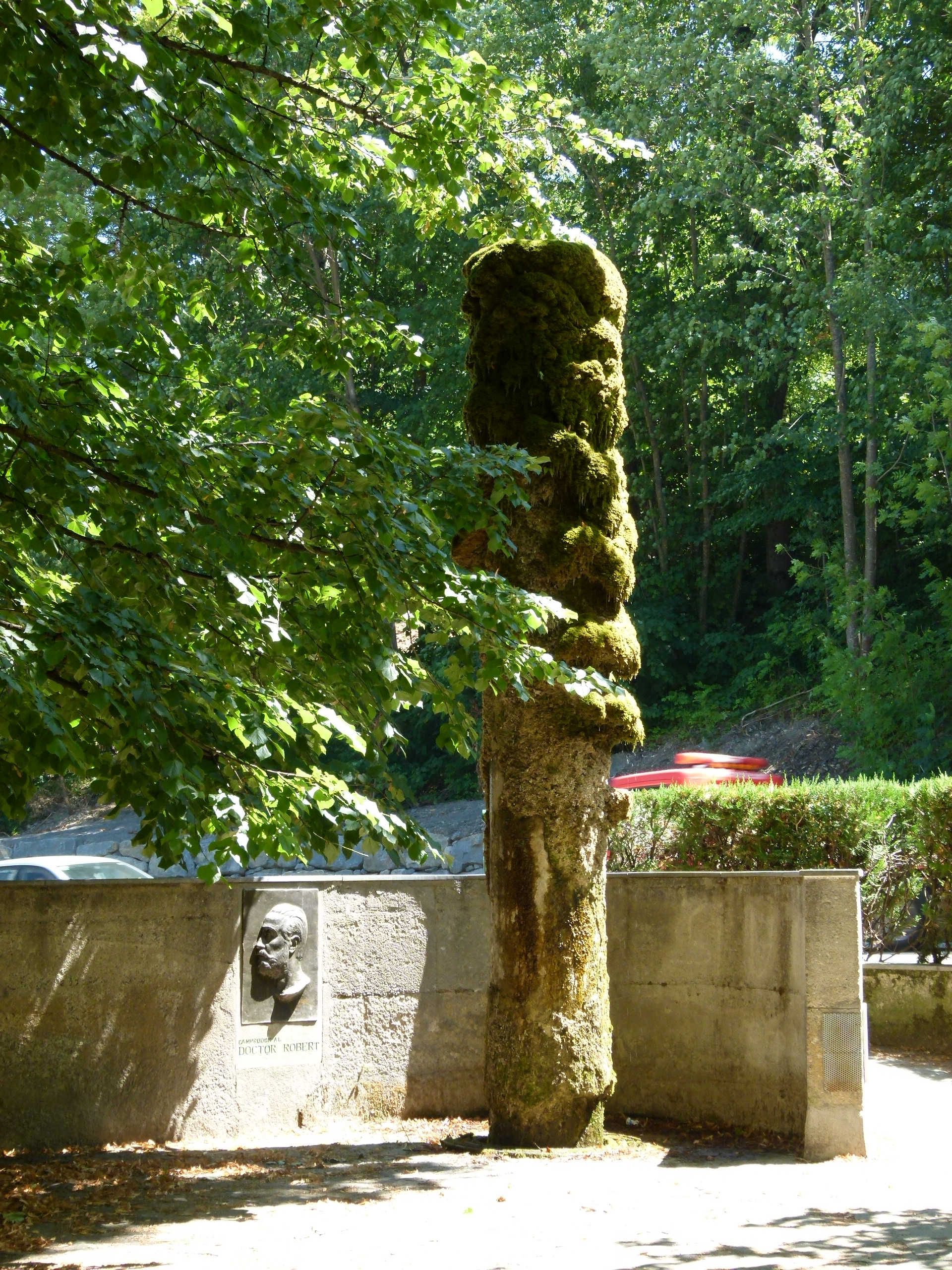
Monument al Doctor Robert

## Cases d'estiu inventariades
La primera casa, al número 2 del passeig, coneguda com a Can Pomar o el Casal, és de l'arquitecte Josep Vilaseca, autor de l'Arc de Triomf de Barcelona. Construïda entre 1882 i 1883, és un edifici unifamiliar aïllat, de planta quadrada amb les cantonades aixamfranades i desenvolupat en planta i pis. La façana presenta esgrafiats o relleus d'abelles. L'edifici ha estat dividit interiorment en tres propietats verticals, la qual cosa ha motivat la realització de modificacions que n'han desvirtuat totalment l'interior original, el qual girava entorn d'un gran espai central coronat per una lluerna. Amb una sala d'estar central, les habitacions del pis donaven a una galeria interna sobre la sala. El primer propietari va ser el Sr. Lluís Pomar i l'any 1897 va ser comprada pel Sr. Enric Parellada. Actualment està dividit en tres propietats diferents. És inventariat dins el Patrimoni Arquitectònic de Catalunya amb el codi 3854.
Ca n'Oliveda. Al número 4 del passeig, és un edifici unifamiliar aïllat de planta quadrada que es desenvolupa en planta, pis i golfes. La cobertura és de teula àrab a dos vessants. Les façanes són arrebossades i pintades amb elements ornamentals de caràcter eclèctic i rematades per un ràfec suportat per bigues de fusta. A la façana principal hi ha adossat un porxo, amb balcó superior, que protegeix la porta d'entrada. Fou el primer xalet per a estiuejants que es va construir a Camprodon; el va inaugurar l'estiu de 1880 el matrimoni format per Fernando Oliveda Xuclà i Antonia Llopart Ribes. Durant la guerra del 1936-39 va partir algunes destrosses i va ser reparat l'any 1940 sense fer-hi cap modificació. L'any 1978 va ser novament reparat i se li va adossar el garatge de la façana lateral. És inventariat dins el Patrimoni Arquitectònic de Catalunya amb el codi 3852.
Can Torrent. Al número 6 del passeig, és un edifici unifamiliar aïllat de planta quadrada que es desenvolupa en planta, pis i golfes. La coberta és de teula àrab a quatre vessants i mansarda transversal. Juntament amb les altres del mateix sector, és una de les residències d'estiueig més antigues de poble, molt possiblement la segona. L'edifici és inventariat dins el Patrimoni Arquitectònic de Catalunya amb el codi 3857.
Just abans del passeig, al carrer Ignasi Casabò número 10, hi trobem Can Wincke. És un edifici unifamiliar aïllat construït el 1890 que es desenvolupa en planta baixa, pis i golfes. La coberta és de plaques artificials d'eternita, orientada a diversos vessants. Les façanes són arrebossades i pintades. L'acabament de la façana principal és en forma de frontó recobert amb fusta ornamentada. L'any 1920 va comprar la casa el Sr. Vincke, industrial d'origen alemany que va aportar a la construcció característiques germàniques. Actualment es troba en obres de divisió interna per tal de fer-ne diferents apartaments. És inventariat dins el Patrimoni Arquitectònic de Catalunya amb el codi 3855.

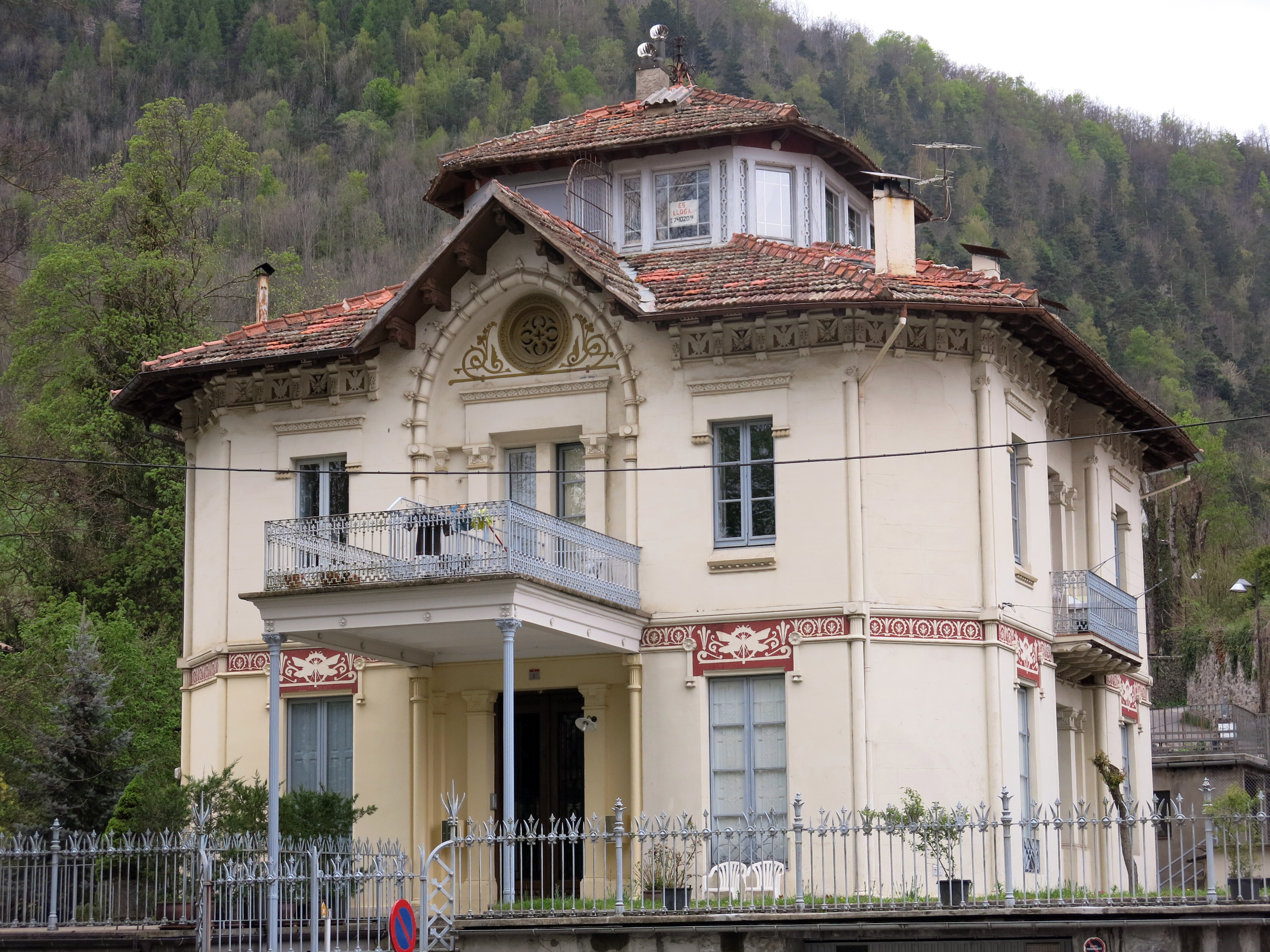
Can Pomar (el Casal)
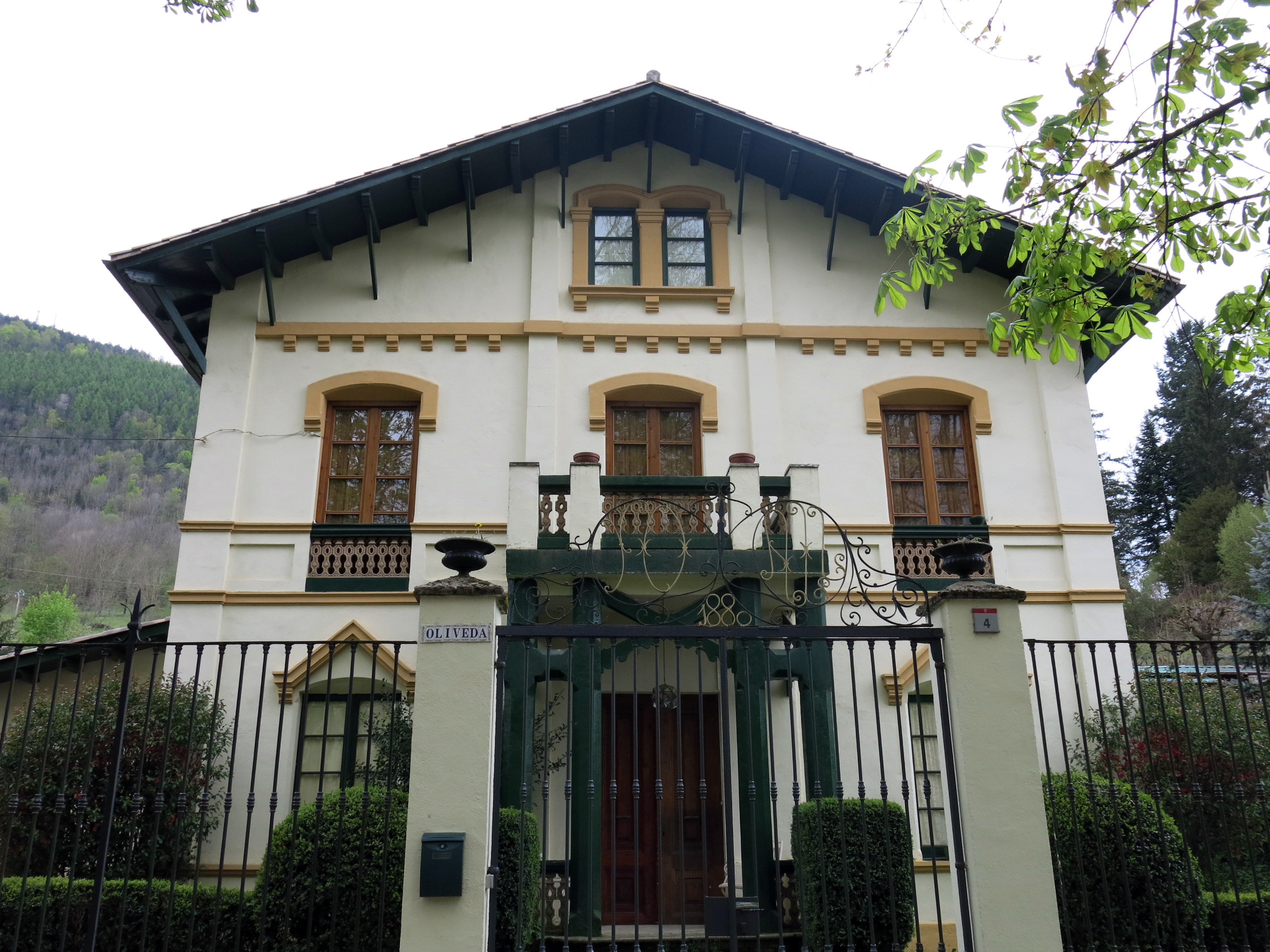
Ca n'Oliveda
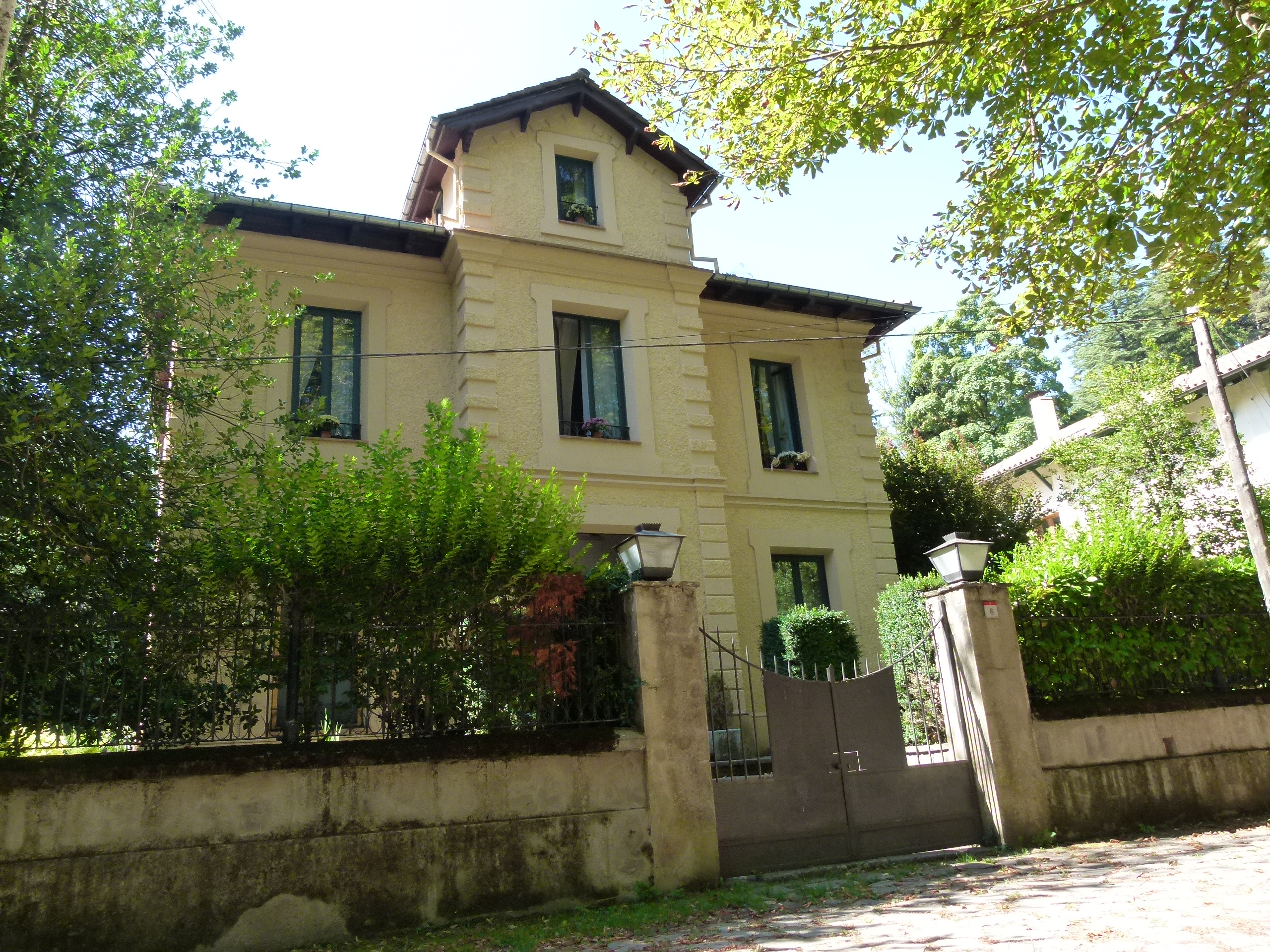
Can Torrent
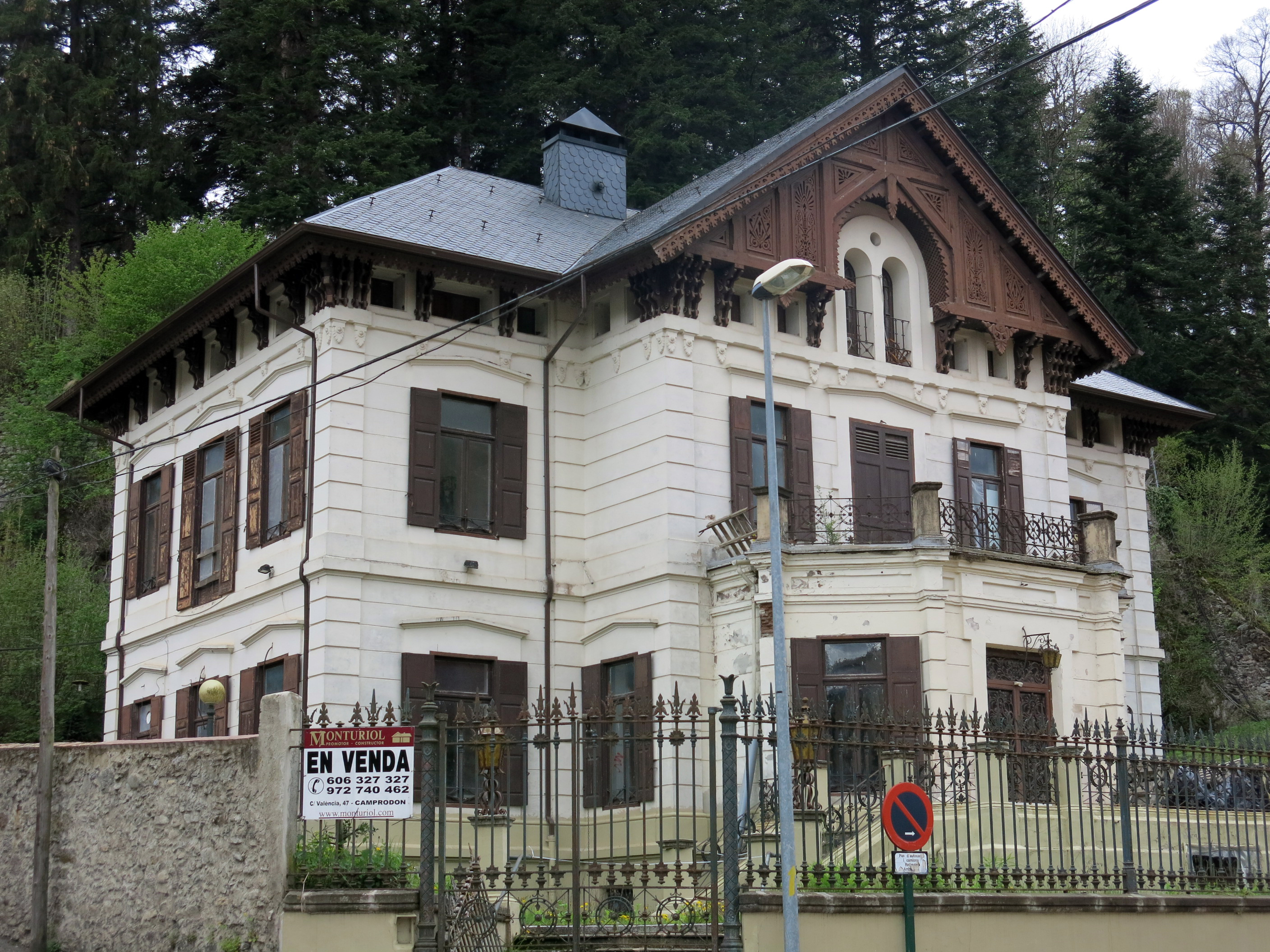
Can Wincke